# Ines (artist)
Eda-Ines Etti, född 26 maj 1981 i Haapsalu, är en estnisk artist som representerade sitt Estland i Eurovision Song Contest 2000 under artistnamnet Ines. Hon sjöng melodin Once in a Lifetime, som hamnade på en fjärdeplats. Hon försökte att representera Estland igen 2006 men förlorade mot svenskan Sandra Oxenryd i den nationella uttagningen. Hon deltog i den nationella uttagningen även 2007 men slutade på en 7:e plats i finalen.

## Diskografi

### Album
- 2000 - Here For Your Love
- 2004 - 15 magamata ööd
- 2005 - Uus päev
- 2007 - Kustutame vead
- 2009 - Kas Kuuled Mind
- 2011 - Kiusatus

### Singlar
- 1999 - "Reason"
- 2000 - "Once in a Lifetime"
- 2002 - "Highway to Nowhere"
- 2004 - "15 magamata ööd"
- 2004 - "Kallis, kas sa tead"
- 2004 - "Väike saatan"
- 2005 - "Aarete saar"
- 2005 - "Suvi on veel ees"
- 2005 - "Must ja valge"
- 2005 - "Ma ei tea, mis juhtuks"
- 2006 - "Iseendale"
- 2006 - "Ma ei tea"
- 2006 - "Lendan"
- 2007 - "In Good and Bad"
- 2007 - "Kustutame vead"
- 2008 - "Keerlen"
- 2008 - "Lõpuni välja"
- 2008 - "Kus kulgeb kuu"
- 2009 - "Ja sina"
- 2009 - "Öine linn"
- 2009 - "Ükskord"
- 2010 - "Äratatud hing"
- 2011 - "Tule-tule"